# Les Chroniques du mystère
Les Chroniques du mystère (The Chronicle) est une série télévisée américaine en 22 épisodes de 42 minutes créée par Silvio Horta et diffusée entre le 14 juillet 2001 et le 22 mars 2002 sur Sci Fi Channel.
Au Québec, la série a été diffusée à partir du 30 août 2002 sur Ztélé, en France à partir du 1er avril 2006 sur TF6, et en Suisse sur TSR2.

## Synopsis
Après une déconvenue professionnelle, Tucker Burns, un brillant journaliste, se fait engager par The World Chronicle, un tabloïd spécialisé dans les faits divers « fantastiques » où l'on croise démons, extraterrestres et autres créatures étranges…

## Distribution

### Acteurs principaux
- Chad Willett (en) (VF : Sébastien Desjours) : Tucker Burns
- Rena Sofer (VF : Ariane Deviègue) : Grace Hall
- Reno Wilson (en) (VF : Jérôme Rebbot) : Wes Freewald
- Jon Polito (VF : Roger Lumont) : Donald Stern

### Acteurs récurrents et invités
- Sharon Sachs : Vera (16 épisodes)
- Curtis Armstrong (VF : Jean-Loup Horwitz) : Sal « Pig Boy » (14 épisodes)
- Elaine Hendrix : Kristen Martin (7 épisodes)
- Octavia Spencer : Ruby (6 épisodes)

 Source et légende : version française (VF) sur RS Doublage

## Épisodes
1. Le Vampire de Brooklyn (Pilot)
2. Qui se goinfre là-dessous ? (What Gobbles Beneath)
3. Dragons et biberons (Here There Be Dragons)
4. Le Diable en couche-culotte (Baby Got Back)
5. Épidémie de zombies (He's Dead, She's Dead)
6. Le Triangle amoureux des Bermudes (Bermuda Love Triangle)
7. Il faut que jeunesse trépasse (Only the Young Die Good)
8. Apportez-moi la tête de Tucker (Bring Me the Head of Tucker Burns)
9. Les nantis sont cuits (Let Sleeping Dogs Fry)
10. Souvenirs du 3e type (Take Me Back)
11. Attention, alien contagieux ! (Touched by an Alien)
12. Le Laboratoire du docteur Fenton (Pig Boy's Big Adventure)
13. Ay caramba, voilà les vilains Mayas (The Cursed Sombrero)
14. Le Clone triste (Tears of a Clone)
15. Fantômes XXL (I See Dead Fat People)
16. Capitaine Vigilant (Man and Superman)
17. Chaud devant (Hot from the Oven)
18. Mi-ado, mi-robot (The Stepford Cheerleaders)
19. Le Monstre du marais (The Mists of Avalon Parkway)
20. Le Rock des vampires (The King is Undead)
21. La Galerie hantée (Hell Mall)
22. L'Homme de demain (A Snitch in Time)